# Урдангарин, Иньяки
Иньяки Урдангарин Либарт (исп. Iñaki Urdangarin Liebaert, баск. Iñaki Urdangarin Liebaert; род. 15 января 1968, Сумаррага, Гипускоа, Испания) — испанский гандболист, двукратный призёр Олимпийских игр. Супруг младшей дочери короля Испании Хуана Карлоса I и королевы Софии инфанты доньи Кристины. По происхождению баск.

## Спортивная карьера
Начал заниматься профессиональным спортом с 18 лет. Играл в гандбольной команде «Барселона» и в сборной Испании по гандболу.

### Достижения в составе «Барселоны»
Победы в международных соревнованиях:
- 6-кратный победитель Лиги чемпионов ЕГФ: 1990—1991, 1995—1996, 1996—1997, 1997—1998, 1998—1999 и 1999—2000.
- 2 Кубка обладателей Кубков ЕГФ: 1993—1994, 1994—1995.
- 4 Суперкубка Европы: 1996—1997, 1997—1998, 1998—1999.

Победы в национальных турнирах:
- 10-кратный чемпион Испании
- 7 кубков Короля Испании по гандболу
- 9 суперкубков Испании по гандболу
- 3 кубка ASOBAL
- 11-кратный чемпион Каталонии

### Выступления в составе сборной Испании по гандболу
В составе сборной сыграл 175 игр, участвовал во многих международных турнирах. Участник трёх летних Олимпийских играх: в Барселоне (1992 год), Атланте (1996 год) и в Сиднее (2000 год). В 2000 году был капитаном сборной.
- Летние Олимпийские игры 1992 (Барселона): 5-е место
- Летние Олимпийские игры 1996 (Атланта): 3-е место и бронзовая медаль
- Летние Олимпийские игры 2000 (Сидней): 3-е место и бронзовая медаль
- Чемпионат мира по гандболу среди юниоров 1989 года в Испании: 2-е место и серебряная медаль.
- Чемпионат мира по гандболу среди мужчин 1993 года в Швеции: 5-е место.
- Чемпионат мира по гандболу среди мужчин 1997 года в Японии: 7-е место.
- Чемпионат мира по гандболу среди мужчин 1999 года в Египте: 4-е место.
- Чемпионат Европы по гандболу среди мужчин 1994 года в Португалии: 5-е место.
- Чемпионат Европы по гандболу среди мужчин 2000 года в Хорватии: 3-е место и бронзовая медаль.

## Образование
Параллельно со спортивной карьерой, получал высшее образование. Окончил Барселонский университет, получил диплом в области предпринимательства по направлению «Управление персоналом». Обучался в Высшей школе администрации и управления предприятиями в Барселоне. Лиценциат администрации и управления предприятиями и Магистр делового администрирования.

## Деятельность после окончания спортивной карьеры
С 4 апреля 2001 года — член Национального олимпийского комитета Испании.
С 16 февраля 2004 года — первый вице-президент Национального олимпийского комитета Испании.
Одновременно являлся одним из руководителей «Octagon Esedos» — испанской фирмы, занимающейся маркетингом в сфере спортивного бизнеса и руководил (2003—2006) Институтом «Nооs», который специализируется на исследованиях в области спортивного спонсорства и меценатства.
В сентябре 2005 года вышел из национального олимпийского комитета Испании.
С 2006 года — член совета директоров фирмы «Telefonica Internacional» («TISA»).

### Уголовное преследование
С ноября 2011 года Иньяки Урдангарин и его партнёры по бизнесу находились под следствием по коррупционному делу, связанному со строительством велодрома «Пальма Арена». С 12 декабря Урдангарин был отстранён от участия в официальных мероприятиях испанского королевского дома в связи с его «необразцовым» поведением. 29 декабря 2011 года Урдангарин по делу «Ноос» был переведён в подозреваемые в хищениях государственных средств, мошенничестве, налоговых махинациях, фальсификации документов, должностных преступлениях и отмывании денег. В своих показаниях по делу перед судьёй Хосе Кастро Урдангарин заявил, что не имел представления о существовании компаний, занимавшихся выводом государственных средств, обвинил во всём партнёра Диего Торреса и заверил в непричастности к делу инфанты Кристины. 17 февраля 2017 года провинциальная судебная палата Пальмы приговорила Иньяки Урдангарина к 6 годам и 3 месяцам тюремного заключения.
13 июня 2018 года судебная палата города Пальмы снизила Урдангарину срок наказания до пяти лет и десяти месяцев и дала ровно пять дней на то, чтобы явиться в любое из исправительных учреждений Испании для отбывания наказания. Утром 18 июня Иньяки Ундаргарин добровольно явился в тюрьму Бриева де Авила в провинции города Авила.

## Семья

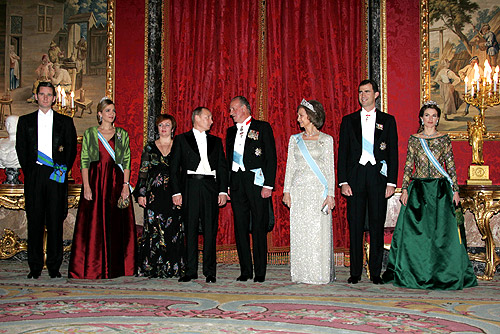
Мадрид, дворец Паласио-де-Ориенте. 8 февраля 2006 года. Перед началом государственного приема в честь Владимира и Людмилы Путиных. С инфантой Кристиной и её супругом Иньяки Урдангарином (слева), Королём Испании Хуаном Карлосом I, Королевой Софией, принцем Астурийским Фелипе и принцессой Астурийской Летисией (справа)

4 октября 1997 года сочетался браком с Её Королевским высочеством Инфантой Доньей Кристиной, младшей дочерью Короля Испании. Церемония венчания состоялась в Кафедральном соборе Барселоны. В декабре 2023 года супруги официально развелись.
Имеет 4 детей:
1. Его Превосходительство Дон Хуан Валентин де Тодос лос Сантос Урдангарин и де Бурбон, гранд Испании (род. 29 сентября 1999 года)
2. Его Превосходительство Дон Пабло Николас Себастьян де Тодос лос Сантос Урдангарин и де Бурбон, гранд Испании (род. 6 декабря 2000 года)
3. Его Превосходительство Мигель де Тодос лос Сантос Урдангарин и де Бурбон, гранд Испании (род. 30 апреля 2002 года)
4. Её Превосходительство Донья Ирена де Тодос лос Сантос Урдангарин и де Бурбон, грандесса Испании (род. 5 июня 2005 года)

## Титул

Герб Иньяки Урдангарин

В 1997 году по случаю бракосочетания инфанта и её муж получили титул Герцогов Пальма-де-Мальоркских.
К дону Иньяки положено обращаться «Ваше Превосходительство».
В июне 2015 года король Филипп VI лишил свою сестру инфанту Кристину и Иньяки Урдангарина титулов герцогини и герцога Пальма-де-Мальоркских в связи с коррупционным скандалом.

## Награды
- Кавалер Большого креста королевского ордена «За спортивные заслуги» (30 ноября 2001 года)[5]
- Кавалер Большого креста ордена Дубовой короны (Люксембург)[6]